# Лофофора Вільямса
Лофофора Вільямса (Lophophora williamsii (Lem. ex Salm-Dyck) J. M. Coult.) — північноамериканський кактус роду Лофофора, раніше відомий також як Lophophora fricii. Пейотль або Пейот — тубільна назва рослини і напою, що готується з неї. Відомий, перш за все, завдяки речовині мескалін, що міститься у м'якоті стебел дикорослих лофофор. Індіанці Мексики і півдня США шанували пейотль як божество і вживали його під час різних обрядів.
На підставі Закону США про свободу сповідання традиційних індійських культів, Церква корінних американців використовує пейотль у своїх церемоніях, при тому що культивування і вживання цієї рослини в США у всіх інших випадках заборонено.

## Поширення і середовище існування
Лофофора Вільямса поширена в північно-східній Мексиці й у південних, прикордонних з Мексикою районах штату Техас.

## Ботанічний опис
Невелика рослина діаметром до 8 см, сплощеної кулястої форми зі згладженими ребрами і без колючок. Часто дає множинні дітки від спільного кореня. Корінь має властивість скорочуватися в сухий період і втягувати в ґрунт надземне стебло.
Ареоли — від щільно опушених, що утворюють суцільний жорсткий килим над точкою зростання, до майже голих.
Квітки з'являються на тімені (у старих рослин — одночасно з'являється кілька квіток), дрібні, рожеві, цвітуть протягом усього вологого періоду.
Плоди — дрібні подовжені червоні ягоди — з'являються із шерстистого тім'я рослини протягом усього літа. Плоди мають мало насіння — в середньому одна ягода містить 5-10 круглих чорних насінин, проте буває і більше, і менше.
Різновид Lophophora williamsii f. jordanniana має в дикорослому вигляді лілово-пурпурові квітки.

## Історія
Дослідник ацтекського минулого монах Бернардіно де Саагун у книзі «Загальна історія про справи Нової Іспанії» (1570—1577) залишив перший опис рослини, характеру її дії на людину і особливостей використання:
Є інша трава, подібна місцевої смокви, що називається пейотль. Вона біла, росте там, в області дротиків, на рівнині, яка називається «шлях мертвих», у північній частині. Ті, хто її з'їдає або п'є, бачать жахливі або смішні видіння, як після грибів. Триває цей дурман один день, два чи три дні, а потім зникає. Проте, завдає шкоди серцю; призводить до безладдя, п'янить, опановує людьми. Це звична їжа народу чичимеків, тому що вона підтримує їх і надихає на битву і безстрашність, і не відчувається ні спрага, ні голод, і кажуть, що вона охороняє їх від будь-якої небезпеки. П'ю пейотль. Мучуся. <…> Пейотль. Це ліки від гарячок, які перемежовуються з холодом. Тільки трохи, тільки зовсім небагато з'їдають, п'ють..

## Законодавче регулювання

### ООН
Стаття 32 Конвенції про психотропні речовини дозволяє державам звільняти від заборони певні традиційні способи вживання речовин:
|  | Держава, на території якої ростуть дикі рослини, що містять психотропні речовини з числа тих, що містяться в Додатку I, і які традиційно використовуються певними невеликими, чітко визначеними групами в магічних чи релігійних обрядах, може під час підписання, ратифікації чи приєднання, робити застереження щодо цих рослин стосовно положень статті 7, за винятком положень, що стосуються міжнародної торгівлі.Оригінальний текст (англ.) A State on whose territory there are plants growing wild which contain psychotropic substances from among those in Schedule I and which are traditionally used by certain small, clearly determined groups in magical or religious rites, may, at the time of signature, ratification or accession, make reservations concerning these plants, in respect of the provisions of article 7, except for the provisions relating to international trade. |

Однак це звільнення застосовується лише в тому випадку, коли рослину буде явно додано до Списків психотропної конвенції. Нині Конвенція застосовується лише до хімічних речовин. Однак у Коментарі до Конвенції про психотропні речовини зазначається, що рослини, які містять її, не підлягають міжнародному регулюванню:
Вирощування рослин, з яких отримують психотропні речовини, не регулюється Віденською конвенцією .... Ні корона (плід, брунька з мескалем) кактуса пейот, ні коріння рослини Mimosa hostilis, ані псилоцибінові гриби не включено до Списку 1, а лише відповідні речовини, мескалін, ДМТ та псилоцин.Оригінальний текст (англ.)
The cultivation of plants from which psychotropic substances are obtained is not controlled by the Vienna Convention .... Neither the crown (fruit, mescal button) of the Peyote cactus nor the roots of the plant Mimosa hostilis nor Psilocybe mushrooms themselves are included in Schedule 1, but only their respective principals, mescaline, DMT, and psilocin.
Нині жодні рослини (природні матеріали), що містять ДМТ, не регулюються Конвенцією 1971 року про психотропні речовини. Отже, препарати (наприклад, відвари), виготовлені з цих рослин, включно з аяваскою, не перебувають під міжнародним контролем і, отже, не підпадають під дію жодної статті Конвенції 1971 року. - Міжнародна рада з контролю за наркотиками (МКНБ), ООНОригінальний текст (англ.)
No plants (natural materials) containing DMT are at present controlled under the 1971 Convention on Psychotropic Substances. Consequently, preparations (e.g. decoctions) made of these plants, including ayahuasca are not under international control and, therefore, not subject to any of the articles of the 1971 Convention. -- International Narcotics Control Board (INCB), United Nations

### Канада
Мескалін входить до списку речовин, що контролюються Списком III, відповідно до канадського закону про контрольовані наркотики та речовини, але пейот окремо дозволено. Володіння та використання рослин пейоту є законним.

### Росія
Культивування Lophophora williamsii в Росії законодавчо заборонено від 2004 року — кримінальна відповідальність за ст. 231 Кримінального кодексу Російської Федерації настає при вирощуванні більше двох екземплярів рослини. У списку розмірів рослин для цілей статей 228 КК РФ, 228-1, 229 і 229-1 значущим розміром для лофофори Вільямса вважається 50 г, великим — 250 г, особливо великим — 25 000 г.

### США
Ненаркотичне застосування пейоту під час релігійних церемоній Церквою індіанців та її членами не потребує реєстрації. Цей закон, кодифікований у Законі про свободу віросповідання американських індіанців 1978 року, став частиною загального закону у справі Peyote Way Church of God, Inc. проти Торнбурга, (5-е коло 1991 року); в адміністративному праві у 21 CFR 1307.31 також зазначається, що «Особи, що звільняються»:
Розділ 1307.31 Церква корінних американців. Зазначення пейоту як контрольованої речовини у Додатку I не поширюється на ненаркотичне використання пейоту в релігійних церемоніях Церкви корінних американців, а члени Церкви корінних американців, які використовують пейот, звільняються від реєстрації. Однак будь-яка особа, яка виробляє або постачає пейот для Церкви корінних американців, потребує щорічної реєстрації та дотримання всіх інших вимог законодавства.
Оригінальний текст (англ.)
Section 1307.31 Native American Church. The listing of peyote as a controlled substance in Schedule I does not apply to the nondrug use of peyote in bona fide religious ceremonies of the Native American Church, and members of the Native American Church so using peyote are exempt from registration. Any person who manufactures peyote for or distributes peyote to the Native American Church, however, is required to obtain registration annually and to comply with all other requirements of law.
США проти. Бойля , 774 °F. Доп. 1333 (DNM 1991) конкретно розглядає це расове питання і робить висновок:
З причин, викладених у цьому Висновку та наказі Меморандуму, Суд постановляє, що відповідно до 21 CFR § 1307.31 (1990), класифікація пейоту як речовини, що контролюється за Списком I, див. 21 USC § 812 (c), Додаток I (в) (12), не поширюється на імпорт, володіння або використання пейоту для добросовісного церемоніального використання членами індіанської церкви незалежно від раси.
Оригінальний текст (англ.)
For the reasons set out in this Memorandum Opinion and Order, the Court holds that, pursuant to 21 C.F.R. § 1307.31 (1990), the classification of peyote as a Schedule I controlled substance, see 21 U.S.C. § 812(c), Schedule I(c)(12), does not apply to the importation, possession or use of peyote for 'bona fide' ceremonial use by members of the Native American Church, regardless of race.
Після прийняття Поправок до Закону про свободу віросповідання американських індіанців 1994 року, федеральний закон США (і багато законів штатів) захищає збирання, володіння, вживання та вирощування пейоту в рамках «добросовісних релігійних церемоній» (федеральним статутом Закон про свободу віросповідання американських індіанців, кодифікований під номером 42 U.S.C. § 1996a, «Традиційне індіанське таїнство вживання пейота», дозволялось використання лише корінними американцями. Процес США проти. Бойля поширив дозвіл використання на всіх осіб, які займаються традиційними індійськими релігійними практиками, незалежно від раси). Усі штати США, за винятком Айдахо, Юти та Техасу, дозволяють використовувати сторонніми, незареєстрованими особами в контексті церемоній індіанської церкви. Деякі штати, такі як Аризона, додатково дозволяють будь-яке добросовісне релігійне чи духовне застосування. США запровадили ці спеціальні винятки у відповідь на рішення Верховного суду США в справі "Відділ зайнятості проти Сміта", 494 НАС 872 (1990), який вирішив, що закони, які забороняють використання пейоту і окремо не дозволяють релігійного вживання, все ж не порушують положення про свободу обрядів Першої поправки. Хоча використання в церемоніях Церкви корінних американців та традиційних індіанських релігійних обрядах, незалежно від раси, дозволено федеральним законодавством США, та інші види використання дозволено деякими законами штатів, Управління боротьби з наркотиками внесло пейот до списку 1 регульованих речовин.